# Prabhas Raju Uppalapati
Uppalapati Venkata Suryanarayana Prabhas Raju dit Prabhas est un acteur indien né le 23 octobre 1979 à Chennai (Madras) qui travaille principalement dans le cinéma télougou.
Il est aussi appelé Young Rebel Star ou encore Darling par ses amis et ses fans .
Prabhas est l'un des acteurs les plus récompensés de l'histoire du cinéma indien et l'acteur le mieux payé .
Il est notamment connu pour avoir joué le rôle principal dans la saga à succès La Légende de Baahubali du réalisateur S. S. Rajamouli.

## Biographie

### Famille & Éducation
Prabhas est le fils de Uppalapati Surya Narayana Raju, un producteur de films indiens décédé en 2010 et de Siva Kumari.
Il a un frère, Prabodh, et une sœur, Pragathi, il est le plus jeune des trois enfants.
Il est le neveu de l'acteur et homme politique Krishnam Raju, dit Rebel Star, décédé en 2022. C'est en référence à son oncle qu'il a adopté le surnom de Young Rebel Star.
Sa famille est originaire de Mogalturu, près de Bhimavaram du District de West Godavari, Andhra Pradesh.
Prabhas a fait ses études à l'école Don Bosco Matriculation Higher Secondary School de Chennai, et à l'école secondaire DNR de Bhimavaram. Il a ensuite terminé ses études intermédiaires au Nalanda College et obtenu un diplôme B.Tech. du Sri Chaitanya College de Hyderabad. Il est également ancien élève du Satyanand Acting Institute de Visakhapatnam.

### Carrière
Prabhas commence sa carrière en 2002 en interprétant un jeune homme pauvre amoureux de la fille d'un riche homme politique dans Eeshwar. Il a pour atouts, outre son lien de parenté avec Krishnam Raju, son physique athlétique et sa haute taille (1,88 m). Cependant ni ce film, ni le suivant, Raghavendra, ne marchent bien au box office.
Il faut attendre 2004 et Varsham, au côté de Trisha et de Gopichand (qui est l'un de ses meilleurs amis) pour que Prabhas connaisse le succès.
Deux ans plus tard, Chatrapathi est également un gros succès commercial. Prabhas y interprète un réfugié tamoul qui se rebelle contre le gang qui exploite les réfugiés et tombe amoureux du personnage interprété par Shriya Saran en même temps qu'il cherche à retrouver sa mère et qu'il affronte son demi-frère maléfique.
En 2009 il interprète le rôle éponyme dans Billa, l'un des nombreux remakes du film hindi Don sorti en 1978.
En 2013, il remporte le prix Nandi du meilleur acteur pour sa performance dans Mirchi.
En 2015, Prabhas tient le rôle-titre du film d'action épique de S. S. Rajamouli, La Légende de Baahubali - 1re partie, qui est l'un des films indiens les plus rentables à ce jour. Il a ensuite repris son rôle dans sa suite, La Légende de Baahubali - 2e partie (2017), premier film indien à dépasser les ₹1 000 crore (155 millions de dollars américains) dans toutes les langues en seulement dix jours, et qui est le deuxième film indien le plus rentable à ce jour après Dangal.
Il est le premier acteur télougou à recevoir une statue de cire au musée de cire de Madame Tussauds (Bangkok).
Le succès de Baahubali propulse Prabhas au rang d'acteur pan-indien, avec un suivi important dans les langues télougou, tamoul et hindi.
En 2019, Prabhas joue aux côtés de Shraddha Kapoor dans le thriller d'action dirigé par Sujeeth, Saaho. Malgré des critiques défavorables, le film a rapporté plus de ₹140 crores.
En 2022, Prabhas joue dans le film de romance historique Radhe Shyam, réalisé par Radha Krishna Kumar, qui a reçu des critiques mitigées à négatives.

### Projets à venir
En janvier 2023, Prabhas a six films en cours de production à différents stades.
Le tournage d'Adipurush d'Om Raut, est terminé. Adipurush est une adaptation de l'épopée hindoue Ramayana de l'auteur Vâlmîki où Prabhas joue le rôle de Lord Rama aux côtés (entre autres) de Kriti Sanon (Janaki) et Saif Ali Khan (Lakshmana). La date de sortie est fixée au 16 juin 2023 (la date du 27 janvier 2023 avait précédemment été annoncée). Ce film est très attendu malgré la critique négative concernant ses effets spéciaux. Sa projection en première mondiale aura lieu le 13 juin 2023 à l'occasion du Tribeca Film Festival de New-York.
Le film d'action Salaar, réalisé par Prashanth Neel, également très attendu des spectateurs, est toujours en production. Sa date de sortie en Inde est annoncée pour le 23 septembre 2023.
Prabhas commence également le tournage en juillet 2021 d'un film d'un science-fiction réalisé par Nag Ashwin annoncé en 2020, provisoirement intitulé Projet K, aux côtés de Deepika Padukone et Amitabh Bachchan, deux "monstres" de Bollywood.
En décembre 2022, Prabhas a commencé à tourner un film d'horreur-comédie nommé provisoirement Raja Deluxe réalisé par Maruthi.
Son 25e film, Spirit, dans lequel Prabhas incarnera un policier, sera réalisé par Sandeep Reddy Vanga et produit par UV Creations, T-Series et Bhadrakali Pictures. Le tournage devrait commencer après ceux de Salaar et Kalki 2898 AD vers novembre 2023.
Prabhas pourrait éventuellement jouer dans une production de Mythri Movie Makers, réalisée par Siddharth Anand, mais le tournage ne pourrait commencer avant 2025 à cause de l'agenda du réalisateur.

## Filmographie
| Année | Titre                      | Rôle(s)                                    | Réalisateur         | Partenaire(s)                                                                          | Langue                             | Notes          |
| ----- | -------------------------- | ------------------------------------------ | ------------------- | -------------------------------------------------------------------------------------- | ---------------------------------- | -------------- |
| 2002  | Eeswar                     | Eeshwar                                    | Jayanth C. Paranjee | Sridevi Vijaykumar                                                                     | Télougou                           |                |
| 2003  | Raghavendra                | Raghava                                    | Suresh Krissna      | Shweta Agarwal                                                                         | Télougou                           |                |
| 2004  | Varsham                    | Venkat                                     | Sobhan              | Trisha, Gopichand                                                                      | Télougou                           |                |
| 2004  | Adavi Ramudu               | Ramudu                                     | B. Gopal            | Aarthi Agarwal, Nassar                                                                 | Télougou                           |                |
| 2005  | Chakram                    | Chakram                                    | Krishna Vamsi       | Asin, Charmy Kaur, Prakash Raj                                                         | Télougou                           |                |
| 2005  | Chatrapathi                | Sivaji / Chatrapathi                       | S. S. Rajamouli     | Shriya Saran                                                                           | Télougou                           |                |
| 2006  | Pournami                   | Shiva Keshava                              | Prabhu Deva         | Trisha, Charmy Rahul Dev                                                               | Télougou                           |                |
| 2007  | Yogi                       | Eeshwar Chandra Prasad (Yogi)              | V. V. Vinayak       | Nayantara, Sharada                                                                     | Télougou                           |                |
| 2007  | Munna                      | Mahesh (Munna)                             | Vamshi Paidipally   | Ileana D'Cruz, Prakash Raj                                                             | Télougou                           |                |
| 2008  | Bujjigadu (en)             | Bujji / Linga Raju                         | Puri Jagannadh      | Mohan Babu, Trisha, Sanjana (en)                                                       | Télougou                           |                |
| 2009  | Billa                      | Billa / Ranga                              | Meher Ramesh        | Anushka Shetty, Namitha                                                                | Télougou                           |                |
| 2009  | Ek Niranjan                | Chotu                                      | Puri Jagannadh      | Kangana Ranaut, Sonu Sood                                                              | Télougou                           |                |
| 2010  | Darling                    | Prabha                                     | A. Karunakaran      | Kajal Aggarwal                                                                         | Télougou                           |                |
| 2011  | Mr. Perfect                | Vicky                                      | Dasaradh            | Kajal Aggarwal, Taapsee                                                                | Télougou                           |                |
| 2012  | Rebel                      | Rishi / Rebel                              | Raghava Lawrence    | Tamannaah, Deeksha Seth, Krishnam Raju                                                 | Télougou                           |                |
| 2013  | Mirchi                     | Jai                                        | Koratala Siva       | Anushka Shetty, Richa, Sathyaraj,                                                      | Télougou                           |                |
| 2015  | Baahubali: The Beginning   | Baahubali / Shivudu                        | S. S. Rajamouli     | Anushka Shetty, Rana Daggubati, Tamannaah                                              | Télougou, Tamoul, Hindi, Malayalam |                |
| 2017  | Baahubali: The Conclusion  | Baahubali / Shivudu                        | S. S. Rajamouli     | Anushka Shetty,Rana Daggubati, Tamannaah                                               | Télougou, Tamoul, Hindi            |                |
| 2019  | Saaho                      | Ashok Chakravarthy / Siddhant Nandan Saaho | Sujeeth             | Shraddha Kapoor                                                                        | Télougou, Hindi                    |                |
| 2022  | Radhe Shyam                | Vikramaditya                               | Radha Krishna Kumar | Pooja Hegde                                                                            | Télougou, Hindi                    |                |
| 2023  | Adipurush                  | Raghava                                    | Om Raut             | Saif Ali Khan, Kriti Sanon                                                             | Télougou, Hindi                    |                |
| 2023  | Salaar: Part 1 – Ceasefire | Devaratha "Deva" Raisaar alias Salaar      | Prashanth Neel      | Prithviraj Sukumaran, Shruti Haasan, Jagapathi Babu                                    | Télougou                           |                |
| 2024  | Kalki 2898 AD              | Kalki                                      | Nag Ashwin          | Amitabh Bachchan, Kamal Haasan, Deepika Padukone, Disha Patani                         | Télougou, Hindi                    | Production     |
| 2024  | The Raja Saab              | ?                                          | Maruthi             | Sanjay Dutt, Nidhi Agarwal, Jisshu Sengupta, Riddhi Kumar, Yogi Babu, Malavika Mohanan | Télougou                           | Production     |
| ?     | Spirit                     | ?                                          | Sandeep Reddy Vanga |                                                                                        |                                    | Pre-production |

## Distinctions

### Récompenses
- 2004 : Santosham Film Award - Best Young Performer - Varsham
- 2010 : CineMAA Awards - Critic's Choice Actor - Darling
- 2013 : Nandi Award - Best Actor - Mirchi
- 2015 : Santosham Film Award - Best Actor Award - Baahubali: The Beginning
- 2017 : South Indian International Movie Awards - Best Actor (Telugu) - Baahubali: The Conclusion
- 2019 : ETC Bollywood Business Awards - Highest Grossing Debut Actor - Saaho

### Nominations
- 2004 : Filmfare Award - Best Actor (Telugu) - Varsham
- 2005 : Filmfare Award - Best Actor (Telugu) - Chatrapathi
- 2009 : Filmfare Award - Best Actor (Telugu) - Ek Niranjan[17]
- 2011 : Filmfare Award - Best Actor (Telugu) - M. Perfect
- 2011 : South Indian International Movie Award - Best Actor (Telugu) - M. Perfect
- 2013 : Filmfare Award - Best Actor (Telugu) - Mirchi
- 2011 : South Indian International Movie Award - Best Actor (Telugu) - Mirchi
- 2015 : Filmfare Award - Best Actor (Telugu) - Baahubali: The Beginning
- 2015 : IIFA Utsavam - Best Actor (Telugu/Tamil) - Baahubali: The Beginning
- 2015 : South Indian International Movie Award - Best Actor (Telugu) - Baahubali: The Beginning
- 2017 : Filmfare Award - Best Actor (Telugu) - Baahubali: The Conclusion